# Jean Meslier
Jean Meslier (Mazerny, 15 de junho de 1664 – Étrépigny, 17 de junho de 1729) foi um sacerdote católico francês. Sua notoriedade se deve à autoria de um tratado filosófico promovendo o ateísmo, descoberto após sua morte. Apresentado como um "testamento" aos seus paroquianos e a toda humanidade, o texto denuncia a "falsidade e vaidade de todas as divindades e de todas as religiões do mundo".
Dele é a conhecida frase erroneamente atribuída a Voltaire: "O homem só será livre quando o último rei for enforcado nas tripas do último padre", encontrada no livro Extrait des sentiments de Jean Meslier, editado por Voltaire.

## Biografia
Jean Meslier nasceu em Mazerny, nas Ardenas. Era filho de Gerard Meslier, um agricultor com certa notoriedade dono de algumas terras e comerciante de tecidos, que fazia parte da pequena e média burguesia, dedicando seu esforço ao trabalho agrário. Sua infância carece de registro a não ser por sua assinatura como padrinho de batismo de sua irmã aos 8 anos de idade.
Iniciou os estudos de latim com um padre do bairro a partir de 1678, e ingressou aos 20 anos no seminário de Reims, onde estudou durante 5 anos. Mais tarde alegou no prefácio de seu testamento que isso foi feito para agradar seus pais. No final de seus estudos recebeu as Ordens Sagradas e, em 7 de janeiro de 1689, tornou-se padre em Étrépigny, em Champagne.
Meslier exerceu seu cargo sem queixa ou problema por 40 anos, salvo por um desentendimento público com um nobre local. No entanto, ele foi repreendido duas vezes pelas autoridades clericais por empregar inadequadamente jovens servas, a quem o ateu e biógrafo de Meslier Michel Onfray especula que ele predava sexualmente. "Discreta e secretamente, o cura teve que praticar a alegria do amor livre defendida em seu trabalho", escreve Onfray.  Ele vivia como um mendigo, e cada centavo que sobrava era doado aos pobres.

Em 1689, Meslier torna-se padre da paróquia de Etrépigny, onde seguiu sua carreira como abade por 4 décadas até sua misteriosa morte em 1729. Em 1716, Antoine de Touly – acusado por Meslier de despotismo e de cometer iniquidades contra seu servos - reclama para o arcebispo François de Mailly a recusa do abade de citá-lo na homilia. Convocado a retratar no domingo seguinte o padre declarou em tom irônico: 
"Eis a sorte ordinária dos pobres curas; os arcebispos, que são grandes senhores, desprezam-nos e não os escutam, só têm ouvidos para a nobreza. Oremos pois pelo senhor deste local. Roguemos a Deus por Antoine de Touly; que Ele o converta e lhe conceda a graça de não maltratar o pobre e despojar o órfão."
Com isso, Touly mais uma vez se queixa ao arcebispo, que condena Meslier a um mês de reclusão no seminário de Reims.
Após seu falecimento, foram encontrados em seu cômodo uma carta dirigida aos párocos da vizinhança, seu testamento posteriormente chamado de Memorias e um pequeno texto intitulado como Anti-fenelon.
Quando Meslier morreu, em Étrépigny, foram encontrados em sua casa três cópias de um manuscrito octavo de 633 páginas, no qual a curadoria da vila denuncia a religião organizada como "simplesmente um castelo no ar" e a teologia como "somente a ignorância sobre as causas naturais reduzida a um sistema".

## Pensamento
Em seu Testamento, Meslier repudiou não apenas o Deus do cristianismo convencional, mas também o Deus genérico da religião natural dos deístas. Para Meslier, a existência do mal era incompatível com a ideia de um Deus bom e sábio. Ele negou que qualquer valor espiritual pudesse ser obtido do sofrimento, e usou o argumento do deísta do desígnio contra deus, mostrando os males que ele havia permitido neste mundo. Para ele, as religiões eram invenções fomentadas pelas elites dominantes; embora os primeiros cristãos tenham sido exemplares na partilha de seus bens, o cristianismo há muito degenerou em encorajar a aceitação do sofrimento e a submissão à tirania como praticada pelos reis da França: a injustiça foi explicada como sendo a vontade de um ser onisciente. Nenhum dos argumentos usados por Meslier contra a existência de Deus era original. Na verdade, ele os derivou de livros escritos por teólogos ortodoxos no debate entre os jesuítas, cartesianos e jansenistas. Sua incapacidade de concordar com uma prova da existência de Deus foi tomada por Meslier como uma boa razão para não presumir que havia motivos convincentes para a crença em Deus.
A filosofia de Meslier era a de um ateu. Ele também negou a existência da alma e descartou a noção de livre-arbítrio. No capítulo V, o sacerdote escreve: "Se Deus é incompreensível para o homem, pareceria racional nunca pensar n'Ele". Meslier mais tarde descreve Deus como "uma quimera" e argumenta que a suposição de Deus não é um pré-requisito para a moralidade. De fato, ele conclui que "Existe um Deus ou não [...] os deveres morais dos homens serão sempre os mesmos enquanto eles possuírem sua própria natureza".
Nos capítulos XXXIII e XXXIV, Meslier desafiou a saúde mental de Jesus, insinuando que Jesus "era realmente um louco, um fanático" (étoit véritablement un fou, un insensé, un fanatique).
Em sua citação mais famosa, Meslier se refere a um homem que "desejava que todos os grandes homens do mundo e toda a nobreza pudessem ser enforcados e estrangulados com as tripas dos padres". Meslier admitia que isso poderia parecer grosseiro e chocante, mas comenta que é isso que os sacerdotes e a nobreza merecem, não por vingança ou ódio, mas por amor à justiça e à verdade.
Igualmente conhecida é a versão de Diderot: "E [com] a coragem do último padre vamos estrangular o pescoço do último rei." Durante a agitação política de maio de 1968, os estudantes radicais do Comitê de Ocupação da Sorbonne parafrasearam o epigrama de Meslier, afirmando que "a humanidade não será feliz até que o último capitalista seja enforcado com as tripas do último burocrata".

Meslier também atacou com veemência a injustiça social e esboçou uma espécie de protocomunismo rural. Todas as pessoas de uma região pertenceriam a uma comuna em que a riqueza seria mantida em comum e todos trabalhariam. Fundadas no amor e na fraternidade, as comunas se aliam para ajudar umas às outras e preservar a paz. 